# Piluyacu Punta
Piluyacu Punta es una localidad peruana ubicada en el distrito de Cajatambo, perteneciente a la provincia homónima del departamento de Lima, al centro oeste del Perú. 

## Ubicación
Piluyacu Punta se ubica al este de la provincia de Cajatambo, en el distrito de Cajatambo, en el departamento de Lima.

## Demografía
En 2017 Piluyacu Punta tenía una población de 3 habitantes.
| Gráfica de evolución demográfica de Piluyacu Punta entre 1993 y 2017 |
|                                                                      |
| Fuentes: Población 1993 y 2017                                       |